# Vega C
Vega C (Vega Consolidation) — европейская лёгкая четырёхступенчатая одноразовая ракета-носитель (РН), дальнейшее развитие РН Vega. Ракета названа в честь второй ярчайшей звезды северного полушария.
По сравнению с оригинальной РН, в Vega C внесен ряд значительных модификаций. Для унификации двигатель первой ступени заменён на более мощный P120C, также используемый в ускорителе РН Ариан-6. Во второй ступени используется обновлённый и более мощный Zefiro 40. Четвёртая ступень использует модифицированный двигатель AVUM+ с более вместительными баками. Третья ступень, Zefiro 9, осталась без значительных изменений. Модернизированная Vega C позволяют доставлять до 2300 кг полезной нагрузки на круговую полярную орбиту высотой в 700 км.
РН Vega запускаются со стартовой площадки ELV космодрома Куру в Гвиане. Первый запуск Vega C был выполнен 13 июля 2022 года. РН успешно доставила на орбиту космический аппарат LARES 2 и шесть малых спутников. Однако второй запуск, выполненный 21 декабря 2022 года, завершился отказом двигателя Zefiro 40 второй ступени, что привело к потере двух спутников Pleiades.

## Конструкция
Производство ракет семейства Vega является европейским проектом, возглавляемым итальянской корпорацией Avio, занимающейся производством компонентов РН и сборкой двигателей второй, третьей и четвертой ступеней. Двигатели первой ступени, P120C, производятся компанией Europropulsion (совместное производство Avio и ArianeGroup). Соединения между первой и второй ступенью производятся нидерландской компанией Dutch Space, соединения между второй и третьей ступенью — Итальянским исследовательским аэрокосмическим центром (Centro Italiano Ricerche Aerospaziali, CIRA). Швейцарская компания Beyond Gravity занимается производством навигационного и вычислительного оборудования для работы РН.

## Список запусков
| Запуск | Дата, время (UTC)                                                                                                 | Ракета-носитель | Стартовая площадка | Полезная нагрузка                                                                | Масса полезной нагрузки | Орбита | Заказчики                                                                                                   | Результат |
| ------ | --- | --------------- | ------------------ | -------------------------------------------------------------------------------- | ----------------------- | ------ | --- | --------- |
| VV21   | 13 июля 2022 13:13:17                                                                                             | Vega C          | ELV                | - LARES 2 - ALPHA - AstroBio CubeSat - CELESTA - GreenCube - MTCube-2 - TRISAT-R | 350 кг                  | СОО    | - Итальянское космическое агентство - Университет Сапиенца - Университет Монпелье - Мариборский университет | Успех     |
| VV21   | Первый запуск Vega C                                                                                              |                 |                    |                                                                                  |                         |        | |           |
| VV22   | 21 декабря 2022 01:47:31                                                                                          | Vega C          | ELV                | Pléiades Neo 5 и 6                                                               | 1977 кг                 | ССО    | Airbus Defence and Space                                                                                    | Неудача   |
| VV22   | Спутники оптической разведки Земли. Неуспешный запуск из-за потери давления в двигателе второй ступени Zefiro 40. |                 |                    |                                                                                  |                         |        | |           |
| VV25   | 5 декабря 2024 21:20:33                                                                                           | Vega C          | ELV                | Sentinel-1C                                                                      | 2300 кг                 | ССО    | ЕКА | Успех     |
| VV25   | Третий спутник Sentinel-1. Возобновление пусков Vega C после неуспешного запуска VV22.                            |                 |                    |                                                                                  |                         |        | |           |